# M3 (route russe)
Pour les articles homonymes, voir M3.
La route fédérale M3 (connue sous le nom de route ukrainienne) est une importante voie de circulation qui relie Moscou en Russie à la frontière avec l'Ukraine.

## Présentation
La route Magistrale M3 part de la ceinture périphérique MKAD de Moscou, dans le prolongement de Leninski prospekt. 
Elle traverse Solntsevo, un faubourg périphérique de Moscou.
La M3 dessert l'aéroport international de Vnoukovo. Elle est en grande partie de type autoroutier.
La M3 poursuit ensuite son tracé vers les villes de Kalouga, Briansk et Sevsk à la frontière ukrainienne. Elle relie Kiev sous la dénomination M-02.
La Magistrale M3 constitue une partie de la route européenne 101 qui relie Moscou à Kiev en Ukraine.